# Automotrice FS ALe 883
L'automotrice ALe 883 è una automotrice leggera elettrica costruita da Fiat-Marelli e da Breda per le Ferrovie dello Stato italiane tra il 1942 e il 1946 allo scopo di realizzare un convoglio, composto nella versione standard di tre veicoli, con due testate motrici ALe 883 e una rimorchiata Le 883.

## Storia
La storia delle ALe 883 comincia nel 1937 e deriva, come le altre elettromotrici del periodo da destinare al normale traffico intercittadino a medio-corto raggio, dall'allora vanto delle ferrovie italiane, l'ETR 200, primo elettrotreno rapido. Rappresenta comunque la transizione tra il concetto della littorina, automotrice singola, di metà degli anni trenta con motorizzazione sufficiente a trainare se stessa e quella delle elettromotrici degli anni cinquanta più potenti e in grado di trainare delle rimorchiate. Venne mantenuta l'impostazione generale del "fratello maggiore" composto di 3 casse inscindibili, ma realizzandola con le due testate motrici alle estremità e al centro una rimorchiata pilota tutte poggianti su propri carrelli. L'idea era quella di permettere la variazione della composizione agendo sul numero di rimorchiate in caso di necessità: tuttavia non vennero mai costruite delle rimorchiate di scorta, per cui questo concetto non fu sviluppato nella pratica di esercizio ferroviario.
Le testate estreme rimasero quelle famose, a testa di vipera, dell'elettrotreno studiate in galleria del vento con un rigoroso approccio aerodinamico.
L'ordine per la costruzione venne ripartito nella misura di 12 treni alla Fiat e di 8 alla Breda di Sesto San Giovanni.
Con lo scoppio della seconda guerra mondiale le industrie si trovarono impegnate nello sforzo bellico, per cui la consegna dei primi veicoli slittò fino al 1942. Tra il 1942 e il 1943 Fiat riuscì a consegnare la parte di ordine di sua competenza, 12 treni. Breda, impegnata con tutte le sue forze nella produzione di veicoli bellici, riuscì a terminare gli 8 convogli a lei assegnati solo tre anni più tardi, a guerra finita.
I primi veicoli consegnati fecero una brutta fine: messi in servizio tra Firenze, Bologna e Arezzo, soffrirono pesantemente dei bombardamenti e degli eventi militari, tanto che sei motrici e due rimorchi vennero totalmente distrutti dalle bombe (ALe 883.018, 021, 023, 036, 040; Le 883.011, 014), mentre di tre motrici (ALe 883.022-025-030) e due rimorchi (Le 883.015, 018) si persero le tracce.
Un'unità, la 006, venne danneggiata nel 1946 da un incendio, tanto da non essere riparabile e venire smantellata, e un'altra (la 008) fece la stessa fine solo due anni più tardi.
Con la fine dei combattimenti, l'Italia cominciò il lungo cammino verso la ricostruzione: le ferrovie erano martoriate, il parco rotabili aveva subito perdite gravissime. Le linee ferroviarie andavano ricostruite, ma l'acciaio scarseggiava per cui era una scelta obbligata ricorrere a riparazioni di fortuna, con binari ad armamento leggero. Da questo punto di vista le automotrici, col loro peso per asse contenuto e la loro flessibilità operativa risultavano la scelta ideale. Dal progetto delle ALe 883 vennero derivate le ALe 840, sostanzialmente simili nella concezione ma caratterizzate da testate differenti, molto bombate alle estremità, e da carrelli motori di nuova concezione, più prestanti.
Le ALe 883 superstiti furono smistate tra la dorsale tirrenica Roma-Reggio Calabria e sulla Milano-Domodossola, mentre due unità vennero assegnate all'Aosta-Pré-Saint-Didier. Un esemplare venne affiancato agli elettrotreni sulla Roma-Milano, dove servì fino agli anni cinquanta, allestito in modo differente, con velluti rossi invece che verdi.
Nel 1953, con l'elettrificazione a 3 kV delle linee Colico-Chiavenna e Monza-Lecco-Sondrio i tredici complessi ALe 883 rimanenti vennero assegnati ai depositi di Lecco e Milano Greco, per poi venire concentrati solo su Lecco. Servirono in tutta la Lombardia, collegando Milano a Sondrio e Bergamo. Arrivarono anche a Salsomaggiore Terme, mentre tramite due servizi speciali raggiungevano Merano (Freccia Atesina) e Tirano (Freccia del Bernina).
Il gruppo si ridusse negli anni sessanta, quando a causa di alcune demolizioni i veicoli rimanenti vennero messi in servizio in composizioni miste con ALe 540 o ALe 840, in convogli assai atipici.
Il gruppo ormai era troppo ridotto per giustificarne il mantenimento in servizio, per cui venne concentrato sul solo deposito di Lecco, dove continuava a prestare servizio di collegamento con Colico. Inoltre, un esemplare venne usato come navetta per il personale tra Milano Smistamento e Milano Greco.
Nei primi anni novanta, a causa dell'esecuzione dei lavori di costruzione della stazione delle Ferrovie Nord Milano di Busto Arsizio, le Ferrovie Nord Milano noleggiarono alcuni veicoli per effettuare il collegamento tra Novara e Vanzaghello, rimasti in servizio fino al 30 giugno 1996. Nello stesso periodo la torinese SATTI noleggiò e mise in servizio alcuni mezzi del gruppo sulla Torino-Ceres, riconsegnando i veicoli nel 1994.
Due soli esemplari del gruppo non sono stati demoliti, la ALe 883.007 (una motrice data in concessione a Ferrovie Nord) e la Le 883.001 (un rimorchio ex-SATTI, restaurato): entrambi i veicoli, acquisiti dal gruppo "ALe 883" di Tirano sono stati riparati e restaurati, il primo dal Dopolavoro Ferroviario di Cremona e dal personale dell'Officina del Deposito Locomotive (con arredi rossi del servizio rapido), il secondo dall'Officina del Deposito di Lecco. Sono oggi conservati a Cremona e fanno parte dell'Elenco dei Rotabili Storici di FS. La ALe 883.007 16/46 fa bella mostra di sé alla Stazione di Sondrio 2013.

## Tecnica
Le ALe 883 erano dotate di 4 motori tipo 62R.100 a 4 poli con 1 grado di shunt, versione potenziata di quelli dell'ETR 200; potevano raggiungere la velocità di 110 km/h.
La cassa era una derivazione diretta di quella dell'elettrotreno, con cui condivideva anche il musetto aerodinamico. La livrea era nel classico castano/isabella, invece che col grigio tipico degli elettrotreni. Le porte di salita vennero invece realizzate a libro a 4 ante e a comando elettropneumatico per un più agevole incarrozzamento. L'arredamento venne realizzato tutto uguale per le 3 classi; nel caso di posti previsti di prima classe invalse l'abitudine di disporre sui poggiatesta un drappo bianco.